# Cathédrale de l'Annonciation d'Alexandrie
Cette  cathédrale n’est pas la seule cathédrale de l'Annonciation.
La cathédrale de l'Annonciation d'Alexandrie est le siège du patriarcat orthodoxe d'Alexandrie, en Égypte, sur la place Tahrir. Elle fut inaugurée le 25 mars 1856 « en présence du Patriarche venu à cet effet du Caire. »

## Galerie de photographies

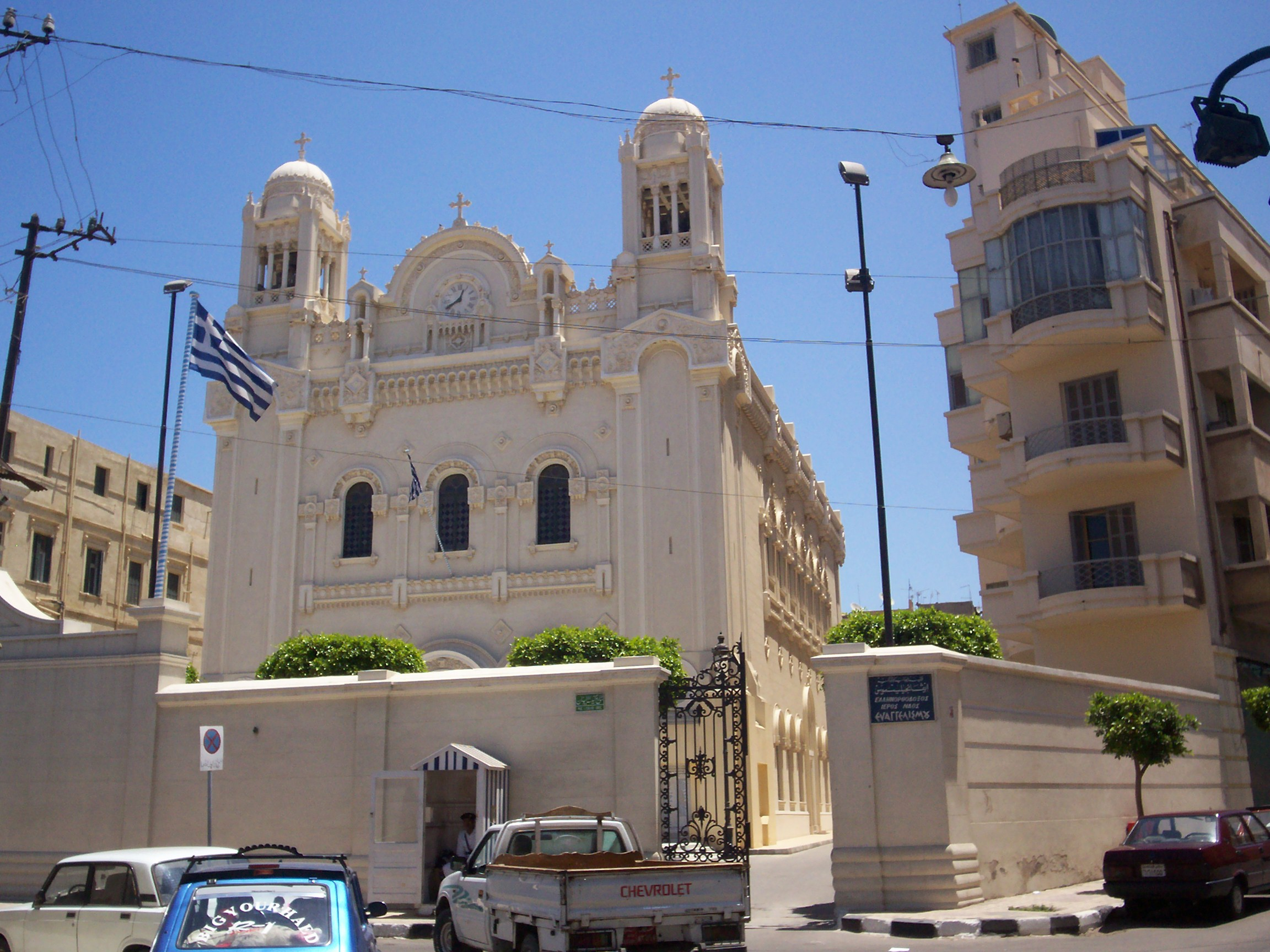
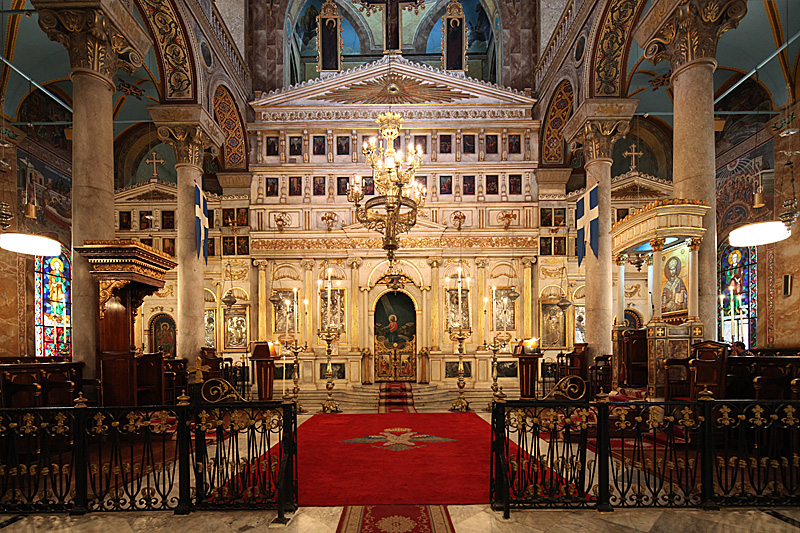
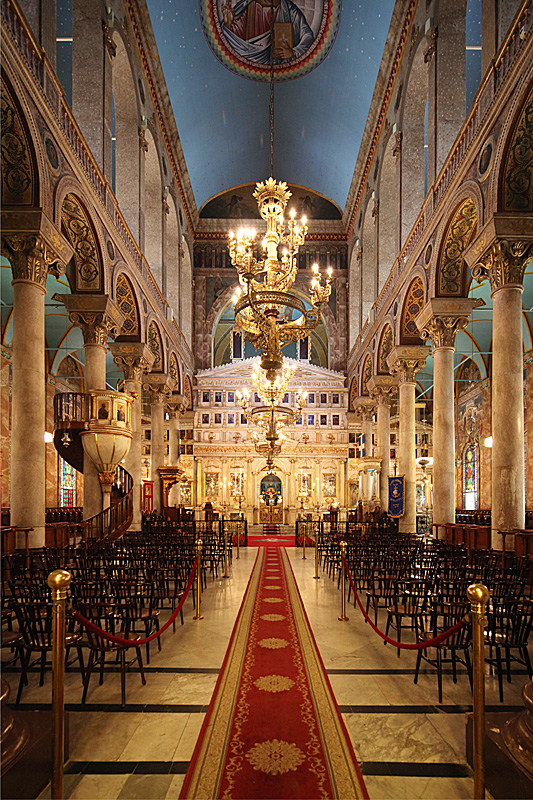